# August Eduard Zimmerman
August Eduard Zimmerman (Amsterdam, 13 september 1861 - Velp, 30 december 1926) was een Nederlandse burgemeester.

## Loopbaan
Zimmerman werd geboren in Amsterdam als zoon van Johan Carl Zimmerman - koopman en mederedacteur van De Gids - en Suzanna Jacoba Vrolik. Hij was een broer van Alfred Rudolph Zimmerman. Hij ging bij de marine en werd luitenant-ter-zee. Over zijn tochten naar Oost-Indië schreef hij artikelen die werden gepubliceerd in Eigen Haard.
Na zijn verloving met Jacoba Elisabeth barones van Rhemen (van De Gelderse Toren), verliet hij de marine. Hij ging aan de slag als volontair op de gemeentelijke secretarie van Brummen. Het paar trouwde in 1890.
Zimmerman werd in augustus 1891 benoemd tot burgemeester van Hoorn. Hij was daarnaast lid van de Provinciale Staten van Noord-Holland. In 1904 verruilde hij het burgemeestersambt van Hoorn voor dat van Leeuwarden. Zeven jaar later trok hij naar Zutphen. In 1917 werd hem, op zijn verzoek, eervol ontslag verleend.
- International Standard Name Identifier: 0000 0003 9455 5535
- Nederlandse Thesaurus van Auteursnamen: 073084573
- Virtual International Authority File: 289084749
- WorldCat: E39PBJvRX9mcrqdHxv9m7G8DMP